# House (1986)
House is een Amerikaanse horror/komedie uit 1986 van regisseur Steve Miner. Het was diens derde film als regisseur, na de eerste twee vervolgen op Friday the 13th in 1981 en 1982. House bleek de aanleiding tot een reeks vervolgen (zonder Miner).

## Verhaal
Roger Cobb (William Katt) is een Vietnamveteraan die tegenwoordig de kost verdient als schrijver van horrorboeken. Wanneer zijn tante (Susan French) sterft, laat zij hem haar huis na. Cobb heeft slechte herinneringen aan het bouwwerk, onder meer omdat zijn zoontje Jimmy (Erik en Mark Silver) er spoorloos verdween. Toch wil hij de stilte van het lege huis aangrijpen om er ongestoord aan zijn nieuwe boek te kunnen werken, over zijn herinneringen aan de Vietnamoorlog.
Het huis blijkt minder rustig dan Cobb zou willen, nog afgezien van de nachtmerries die hij heeft sinds hij er introk. Niet alleen buurman Harold Gorton (George Wendt) werkt op Cobbs zenuwen, het huis blijkt bewoond door 'iets'. Er woont een monster in de kast boven, zijn dode kameraad Big Ben (Richard Moll) uit Vietnam komt 'op bezoek' en het gereedschap in zijn schuurtje valt hem aan. Het 'iets' wil Cobb weg hebben, maar hij besluit terug te vechten. Spoedig daarna vliegen het bloed, vlees en de ledematen in het rond. Bovendien blijken de schilderijen van zijn tante de sleutel tot de oplossing van Jimmy's verdwijning.

## Rolverdeling
| Acteur         | Personage             |
| -------------- | --------------------- |
| William Katt   | Roger Cobb            |
| George Wendt   | Harold Gorton         |
| Richard Moll   | Big Ben               |
| Kay Lenz       | Sandy Sinclair        |
| Mary Stävin    | Tanya                 |
| Michael Ensign | Chet Parker           |
| Susan French   | Aunt Elizabeth Hooper |

## Vervolgen
- House II: The Second Story (1987)
- The Horror Show (1989, aka House III)
- House IV (1992, aka House 4: The Repossession)

## Prijzen en nominaties
| jaar | prijs                            | categorie                | genomineerde(n) | uitslag     |
| ---- | -------------------------------- | ------------------------ | --------------- | ----------- |
| 1986 | Avoriaz Fantastic Film Festival  | Critics Award            | Steve Miner     | gewonnen    |
| 1987 | Saturn Award                     | Beste mannelijke bijrol  | Richard Moll    | genomineerd |
| 1987 | Saturn Award                     | Beste vrouwelijke bijrol | Kay Lenz        | genomineerd |
| 1989 | International Fantasy Film Award | beste film               | Steve Miner     | genomineerd |

## Trivia
- Hoofdrolspeler Katt sloeg deel 2 en 3 over, maar keerde terug in het vierde deel.